# Hyades
Hyades ist eine italienische Thrash-Metal-Band, die im Jahre 1996 in Varese, Lombardei gegründet wurde.

## Geschichte
Die Band wurde im Jahre 1996 von Gitarrist Lorenzo Testa und Schlagzeuger Omar Ceriotti gegründet. Zunächst studierten sie einige Coverversionen ein. Nach einigen Monaten stießen mit Lorenzos Bruder Luca ein weiterer Gitarrist und mit Andrea Colombo ein Bassist zur Band. Im Januar 1999 fand man mit Marco Colombo einen geeigneten Sänger. Im selben Jahr nahmen sie zusammen ihr erstes Demo namens Princess of the Rain auf.
Ende des Jahres verließ Luca Testa die Band wieder und wurde durch Marco Negonda ersetzt. Mit dieser leicht veränderten Besetzung nahmen sie im Frühjahr 2000 das nächste Demo namens MCLXXVII auf und hielten Konzerte in ganz Italien. Im Folgejahr planten sie die Aufnahmen zu ihrem ersten Album.
Vor den Aufnahmen verließ Bassist Colombo die Band und wurde durch Fabio Cantù ersetzt. Dieser war auch auf der EP No Bullshit ... Just Metal zu hören. Danach wurde er durch Roberto Orlando ersetzt. Schlagzeuger Ceriotti verließ im September 2002 die Band, dessen Posten Mauro „Jorgy“ De Brasi übernahm.
Im Januar 2004 nahmen sie ihr Debütalbum namens Abuse Your Illusions auf. Durch die Aufnahmen wurde das belgische Label Mausoleum Records auf die Band aufmerksam und nahm diese unter Vertrag. Abuse Your Illusions wurde Ende 2005 bei dem Label veröffentlicht. Es folgten Touren durch Italien zusammen mit Hatework und Vexed und durch die USA mit Bands Imagika und Phantom-X. Im September folgte eine Tour mit Phantom-X und Omen durch Europa. Währenddessen schrieb die Band Material für das nächste Album.
And the Worst is Yet to Come wurde im April 2007 veröffentlicht. Das Cover wurde von Ed Repka (Death, Evildead, Megadeth, Toxik) gestaltet. Als neuer Schlagzeuger war dabei Rodolfo „Rawdeath“ Ridolfi zu hören.
Im Sommer 2009 begannen die Aufnahmen zu The Roots of Trash. Neuer Bassist war dabei Jerico Biagiotti. Gemastert wurde das Album von Andy Classen im Stage One Studio in Deutschland. Das Cover wurde erneut von Ed Repka gestaltet. In den Folgejahren hielt die Band Touren durch Europa und spielte zusammen mit Bands wie Onslaught, Omen, Sinister, Helstar, Violator und Tankard. Zudem waren sie auf Festivals wie dem Gods Of Metal vertreten.

## Stil
Stilistisch orientiert sich die Band an dem 1980er Thrash Metal aus der San Francisco Bay Area. Die Band wird dabei mit anderen Bands des Genres wie Exodus, Testament, Forbidden, Metallica, Anthrax und Abattoir verglichen.

## Diskografie
- 1999: Princess of the Rain (Demo, Eigenveröffentlichung)
- 2000: MCLXXVI (Demo, Eigenveröffentlichung)
- 2002: No Bullshit... Just Metal (EP, Eigenveröffentlichung)
- 2002: Hyades (Demo, Eigenveröffentlichung)
- 2004: No Bullshit... Just Metal (Kompilation, Eigenveröffentlichung)
- 2005: Abuse Your Illusions (Album, Mausoleum Records)
- 2007: And the Worst is yet to Come (Album, Mausoleum Records)
- 2009: The Roots of Trash (Album, Mausoleum Records)